# Мрчара
Мрчара је ненасељено острво у хрватском делу Јадранског мора.
Мрчара се налази западно од острва Прежбе код Ластова. Острва Прежбу и Мрчару одвала уски, око 0,3 км широк и 50 метара дубок канал. Површина острва износи 1.45 км². Дужина обалске линије је 7,79 км.. Највиша тачка на острву је висока 123 м.